# سوزان سيلفر
سوزان سيلفر (بالإنجليزية: Susan Silver)‏ هي سيدة أعمال ومديرة مواهب ورائدة أعمال ومنتجة أسطوانات أمريكية، ولدت في 17 يوليو 1958 في سياتل في الولايات المتحدة.

## وصلات خارجية
- سوزان سيلفر على موقع IMDb (الإنجليزية)
- سوزان سيلفر على موقع أول ميوزيك (الإنجليزية)
- سوزان سيلفر على موقع ديسكوغز (الإنجليزية)
- سوزان سيلفر على موقع قاعدة بيانات الفيلم (الإنجليزية)